# Primož, Sevnica
Primož je naselje v Občini Sevnica.